# Бенкет вояків-лучників
Бенкет вояків-лучників(англ. Festival of the Archers) — картина 1493 року, котру виконав невідомий художник, мешканець міста Антверпена, що працював у Франкфурті.

## Сад як майданчик для свят
Сад в європейській християнській традиції пов'язаний із глибинним міфологічним прототипом. Він виходить з біблійного раю, бо ще «Бог насадив сад у Едемі на сході і населив там Адама, котрого створив». Сад для насолоди богів існував вже у шумерів, від них уяву про нього наслідували хананеї, від останніх його наслідували юдеї і перенесли у біблію. Сад у раю — особливий простір, позбавлений горя, хвороб, край захищеності і врожаю, втілення чистої і безгрішної мрії. Саме в цьому саду мешкали Адам і Єва до моменту гріхопадіння.
Мрія про сад була перенесена на землю. У різні століття сад ставав пунктом відліку, первинним і безгрішним початком історичного шляху людства. В уяві різних народів такий сад був місцем небачених дерев і рослин, домівкою дивовижних птахів і квітів. В біблії сад — особливий простір, оточений з усіх боків парканом і мав лише одні ворота. Сад такого типу і почали відтворювати в добу середньовіччя — зі звичними і екзотичними рослинами, з квітами, з птахами, що самі туди прилітали. Розпланування саду ще не головувало, було достатньо стежок і декількох плодючих дерев, трав та квітів.
Рукописні книги прикрашали мініатюрами, куди перейшли і уявні образи райського саду. Згодом там розмістили і Богоматір з Христом, янголами та родичами святої Родини. Практично середньовічний сад присутній на численних мініатюрах французьких, італійських, німецьких, нідерландських майстрів. Сад став оточенням мадонни з немовлям на вівтарях раннього відродження. Сад згодом логічно увійшов у нецерковну за сюжетами літературу (" Декамерон " Бокаччо) і у побутовий живопис.

## Опис твору
Нецерковний, побутовий сюжет із плодючим садом розробив і майстер з Франкфурта у картині "Бенкет вояків-лучників ". Була використана велика дерев'яна стулка, що незвично для нерелігійної за сюжетом картини. Сад на картині давній і майже середньовічний за виглядом. Сад давній, бо на гілках вже вистигли яблука. З усіх боків сад оточений парканом, де є лише одні ворота. Садову територію використали вояки-лучники та міська дружина (для охорони порядку і захисту міста) для якогось власного свята. Гостей біля воріт зустрічають молода господиня і чоловік з двома глеками у руках. За припущеннями у глеках могло бути пиво або вино. Біля воріт — головні персонажі бенкета, вояки у обладунках зі зброєю у руках.
Сад рясніє від запрошених на свято. На дерева за яблуками полізли молодики. Решту гостей розважають музики і два блазні, що вихиляються у танці. В глибині саду — трон з величезною емблемою ключа, де воссідає молодик, можливо, голова бенкету. Гості із задоволенням святкують, куштують яблука, спілкуються. Найбільш нетерплячі усамітнились із дівчатами у кущах для поцілунків і пестощів.
Діти, сусіди і перехожі із заздрістю розглядають бенкетуючих через паркан. За бенкетом з музикою спостерігають і численні сусіди з вікон близьких домівок.